# Rostellariidae
Rostellariidae is een familie van weekdieren uit de klasse van de Gastropoda (slakken).

## Geslachten
- Cyclomolops Gabb, 1868 †
- Rimella Agassiz, 1841
- Rimellopsis Lambiotte, 1979
- Rostellariella Thiele, 1929
- Tibia Röding, 1798
- Varicospira Eames, 1952